# Mauvaise fille
Mauvaise fille je francouzský dramatický film z roku 2012, který režíroval Patrick Mille. Snímek měl světovou premiéru na filmovém festivalu v Angoulême dne 25. srpna 2012.

## Děj
Louise čeká dítě. Její matka, která je po chemoterapii, a její otec, rockový zpěvák, ji po dlouhé době opět kontaktují.

## Obsazení
| Izïa Higelin   | Louise         |
| Carole Bouquet | Alice          |
| Bob Geldof     | Georges        |
| Arthur Dupont  | Pablo          |
| Joana Preiss   | Brigitte       |
| Jacques Weber  | profesor Lecoq |
| Céline Samie   | ošetřovatelka  |

## Ocenění
- Zlatá hvězda francouzské kinematografie pro začínající herečku (Izïa Higelin)
- César: nejslibnější herečka (Izïa Higelin)